# Madhuca dubardii
Madhuca dubardii är en tvåhjärtbladig växtart som beskrevs av Herman Johannes Lam. Madhuca dubardii ingår i släktet Madhuca och familjen Sapotaceae. Inga underarter finns listade i Catalogue of Life.